# Святск (Брянская область)
Святск (Свя́тский, Свя́тская, Свя́тское; также Свяцкая и др.) — упразднённое в 2006 году село в Новозыбковском районе Брянской области России. Находилось в 1 км от границы с Белоруссией.

## История

### Основание
Основан в 1714 году как старообрядческая слобода на территории Топальской сотни Стародубского полка, на землях Киево-Печерской лавры, по разрешению тогдашнего архимандрита лавры Афанасия Миславского:
Всем обще и кождому зособна… сим нашим объявляем писанием, иж приездил к нам в обитель Святопечерскую Иоаким Иванович осадчий з товариством своим, людмы человеков килка, бывшими жителми местечка Халча, держави вел. князства литовского, просячи нас, абысмо позволили им, изшедшим из Халча, ради великих своих кривд и бед незносних, осести слободою на кгрунте нашом власном обытели Святопечерской гулящом, прозиваемом Святское, в полку Стародубовском, за миль три от маетности нашой же Бобович будучом. И просили нас, абысмо позволили им, яко вновь оседаючим людям, ради розводу господарства и строения домов своих, слободы на лет шесть; а по доконченю тых шести лет, обещалися быти верними и вечними подданними нашими обытели Святопечерской, не изходячи нигде оттуду и никому з подданных наших в околичности там зостаючих, не чинити нияковой перешкоды в кгрунтах их, доволствуючи единим полем, которого мы на прошение их, повелимо городничому тамошнему, отвести им на милю едину и отмежовати от окрест живущих, ради спокойного их жития. И обещалися они же по доконченю тых шести лет, поклону нам дати до обытели Святопечерской, денег золотих сто доброй монеты, пуд меду и лисицу. В прочие же годы по доконченю слободы, всякую повинность подданскую до обители Святопечерской отбувати денгами или работизною, ведлуг своих пожитков, з кгрунтов наших, яко же и иннии слобожане на кгрунте нашом печерском, там же в полку Стародубовском, зостаючии, чинят, мы теди ради пожитку обытели Святопечерской, понеже доволно там гулящой обретается земли, позволили им преждереченним людем, на вышпомянутом кгрунте, слободою осести и людей приходящих к себе, на житие приймовати, под кондициями вышшеописанними. Во уверение же собственное, далисмо им сие наше писание, при печати монастырской и с подписом руки власной. Писано в обители Святопечерской року 1713, месяца июня 18 дня.

Отношения между святскими слобожанами и Печерской лаврой хорошо иллюстрирует следующее донесение стародубского полковника Ильи Ивановича Пашкова в киевскую губернаторскую канцелярию: 
Сего 1724 года, в великий пост, ехали описной стародубовской слободы Свяцковские обыватели (названо четверо по именам) чрез Старые Бобовичи, и в оных Бобовичах поймал их войт бобовицкий и привел оных обывателей Киевопечерского монастыря к чернцу бобовицкому и оный чернец бив их смертным боем, и держал их связанных на ледовне, дней з десять и болши; а лошадей их, ездя за всякою монастырскою потребою, морил голодом, а что при них было, то оный чернец пограбил все без остатку…

### Расцвет
Как и большинство старообрядческих поселений, Святск динамично развивался. По описанию 1781 года, в слободе Святской имелось в наличии:
купцов и мещан «ведения конторы описных в Малой России слобод», 61 дворов, 80 хат, и крестьян Киевопечерской лавры, 13 дворов, 20 хат… Упражнение обывателей в хлебопашестве только для своего пропитания; упражняются же в торгах, перепродывая в Стародубе и слоб. Зыбкой, покупаемую в околичных селах пеньку и соль; нанимаются при том у клинцовских и зыбковских обывателей, под своз в Варшаву мыла и сами покупая оное, продают в городах полской области, Варшаве и Вильне; сверх того, делают многие из сих обывателей, конопляное масло и продают его в гг. Киеве, Ромне и других малороссийских местечках. Сии обыватели в рассуждении, что слобода оная осажена на землях, принадлежащих Киевопечерской лавре, платят оной в год по 47 рублей…
С конца XVIII века Святская слобода входит в состав Суражского уезда, получает статус посада (соответственно название меняется со «Святская» на «Святский») и становится одним из значительных центров старообрядчества. К востоку от посада находился старообрядческий монастырь.
В XIX веке Святск был одним из крупнейших населённых пунктов своего уезда, уступая только уездному городу Суражу и посаду Клинцы, который был крупнее самого Суража. Здесь было два храма — старообрядческий и единоверческий. В конце XIX в. была открыта земская школа.
С прекращением преследований старообрядцев (1905) здесь в 1910 году была построена новая деревянная Успенская церковь, простоявшая до конца XX века.
По описанию рубежа XIX—XX вв.,
Жителей в посаде более 3,5 тыс. душ; здесь бывает 5 ярмарок в году, но обороты их незначительны. В Свяцком существует скотобойня, а также кожевенный завод Тюрюхова с годовым производством кожевенного товара на 16 тыс. рублей.

### Святск в XX веке
В 1923 году Святск, лежащий на границе уезда и губернии (а до 1772 года — на государственной границе), был передан из Суражского (к тому времени уже Клинцовского) уезда в Новозыбковский. Октябрьская революция и последующий разгром зажиточного населения стали причиной постепенного его угасания. Большой урон Святску нанесла Великая Отечественная война, когда было истреблено всё еврейское население, составлявшее здесь значительную долю (до войны в Святске, кроме двух церквей, действовала синагога).
Выдающимся событием для Святска стала установка в 1951 году бронзового бюста дважды Героя Советского Союза генерал-полковника Давида Абрамовича Драгунского, здешнего уроженца.

### Уничтожение
После чернобыльской катастрофы 1986 года Святск попал в зону, подлежащую немедленной эвакуации (уровень загрязнения цезием-137 выше 40 Ки/км²). Однако из-за непонимания радиационной опасности со стороны местного населения, а также из-за недостаточно активного финансирования работ по переселению организованная эвакуация началась только в 1990-е годы.
В 1994 году был упразднён Святский сельсовет, а Святск включён в состав Старобобовичского сельсовета. В 1995 году бюст Давида Абрамовича Драгунского был перенесён на новое место — в город Новозыбков, где и стоит по сей день. Однако многие старики, решившие умереть на родной земле, не спешили покидать опасные места. Была ещё цела Успенская церковь, хотя с 1983 года здесь не было своего священника, и службы совершались от случая к случаю. В опустевшем селе в 1990-е годы бесхозный храм стал объектом разграбления. В 2000 году храм сгорел. 
В 2003 году село окончательно обезлюдело и в 2006 году было официально упразднено.
В настоящее время территория бывшего села запрещена к хозяйственному использованию и постепенно зарастает лесом. По состоянию на апрель 2015 года, сохранялись остатки церковной ограды из красного кирпича.

## Население
| Годы      | 1767 | 1859 | 1901 | 1920 | 1923 | 1926 | 1979 | 1989 | 1999 | 2002 | 2003 |
| --------- | ---- | ---- | ---- | ---- | ---- | ---- | ---- | ---- | ---- | ---- | ---- |
| Население | 565  | 2559 | 4049 | 2933 | 3084 | 3285 | 700  | 683  | 16   | 1    | 0    |

## Знаменитые уроженцы
- Драгунский, Давид Абрамович — дважды Герой Советского Союза, участник ВОВ, генерал-полковник (1970)
- Иванов, Михаил Трофимович — полный кавалер ордена Славы, участник ВОВ